# Sikkim National Party
Sikkim National Party, politiskt parti i Sikkim, bildat 1950. National Party var för monarkin och förespråkade självständighet för Sikkim. Partiet bildades för att mota de proindiska partierna Sikkim State Congress och Rajya Praja Sammelan som bildats efter Indiens självständighet 1947.
I de första valen i Sikkim efter monarkins fall 1974 vann NP ett mandat (det enda mandatet som inte tillföll Dorjees förenade kongressparti).